# يانس بورتين
يانس بورتين (بالفنلندية: Jens Portin)‏ (13 ديسمبر 1984 في فنلندا - ) هو لاعب كرة قدم فنلندي في مركز الدفاع. شارك مع منتخب فنلندا تحت 21 سنة لكرة القدم. أما مع النوادي، فقد لعب مع غيفلي وFF Jaro ‏.

## وصلات خارجية
- يانس بورتين على موقع الاتحاد الأوربي (الإنجليزية)
- يانس بورتين على موقع اتحاد السويد (السويدية)
- يانس بورتين على موقع قاعدة بيانات كرة القدم.إي يو (الإنجليزية)